# نينا بيتس
نينا بيتس هي متزلجة فنية بوسنية، ولدت في 26 مايو 1985 في سراييفو في البوسنة والهرسك.

## وصلات خارجية
- نينا بيتس على موقع الاتحاد الدولي للتزلج (الإنجليزية)